# Dobfenek
Dobfenek (szlovákul: Dubno) község Szlovákiában, a Besztercebányai kerületben, a Rimaszombati járásban. A Novohrad-Nógrád UNESCO Globális Geopark települése.

## Fekvése
Rimaszombattól 32 km-re délre, a Gortva patak felső folyásánál, a magyar határ mellett fekszik.

## Története
A falu területén már a késő bronzkorban is éltek emberek, a kiétei kultúra településének maradványait tárták itt fel.
1427-ben említik először, de valószínűleg sokkal régebbi. Ila Bálint történész szerint Almágy lakosai alapították 1273-ban. A néphagyomány szerint a honfoglalás korában kabarok telepedtek le területén.
A falu első birtokosa Dobzygh comes volt, a község neve a régi magyar Dob személynévből származik. Ila Bálint szerint az ősi falu a maitól  néhány száz méterrel távolabb feküdt, Dobszegnek hívták, a kataszteri térképeken a parcella ma is Faluhely néven szerepel. Dobfeneket később alapították, Dobszegről és Almágyról települtek oda, és arról kapta a nevét, hogy a határban egy széttaposott harci dobot találtak.
Vályi András szerint: „DOBFENEK. Magyar falu Gömör Vármegyében, birtokosai Syposs, és más Urak, lakosai katolikusok, és evangelikusok, fekszik Egyházas Bástnak szomszédságában, Serkétöl mintegy fél mértföldnyire, határja közép termékenységű, egy része szántó földgyeinek hegyes, piatzozása két mértföldnyire Rimaszombatban, legelője elegendő, ’s mind a’ kétféle fája van, kendert áztató vize alkalmatos; második Osztálybéli.”
Fényes Elek szerint: „Dobfenék, Gömör v. magyar falu, Hajnácskő szomszédságában: 166 kath., 25 ref. lak. F. u. többen.”
Gömör-Kishont vármegye monográfiája szerint: „Dobfenék, a nógrádi határ közelében fekvő magyar kisközség, 30 házzal és 185 róm. kath. vallású lakossal. E község 1427-ben mint a Recsky család birtoka szerepel. Később Dobszög néven is említik az egykorú iratok. Ajnácskő vár tartozéka volt s e vár birtokosaival változtak e község urai is. Dobfenék közelében feküdt 1427-ben Kökényes (Kwkenes), mely a Sárai család birtoka volt. A község postája, távírója és vasúti állomása Ajnácskő.”
A trianoni békeszerződésig területe Gömör-Kishont vármegye Feledi járásához tartozott. 1938 és 1944 között újra Magyarország része.
Az 1970-es években Almágyhoz csatolták, de 1989-ben újra önálló község lett.

## Lakossága
| Év:            | 1994. | 2004.    | 2014.    | 2024.    |
| -------------- | ----- | -------- | -------- | -------- |
| Emberek száma: | 164   | 138      | 170      | 140      |
| Eltérés:       |       | -15,85 % | +23,18 % | -17,64 % |

| Év:            | 2023. | 2024.   |
| -------------- | ----- | ------- |
| Emberek száma: | 148   | 140     |
| Eltérés:       |       | -5,40 % |

1910-ben 198-an, túlnyomórészt magyarok lakták.
A kisközség még 1980-ban a két színmagyar felvidéki település egyike volt. Lakosságának nemzetiségi összetétele a 2000-es évek folyamán változott meg. Ezen időszakban megközelítőleg 30 roma származású lakos telepedett le területén. Lakosságának többsége római katolikus vallású.
2001-ben 138 lakosából 134 (97.1%) magyar volt.
2011-ben 153 lakosából 135 magyar és 13 szlovák.

## Nevezetességei
- Római katolikus templomának elődje 1427-ben már állt, az új templomot 1927-ben közadakozásból építették.
- A határában fekvő Péterfali-víztározó a horgászok kedvelt paradicsoma. A tározó területe 72 hektár.
- A közeli Cseres-hegység a túrázók és a természetbarátok kirándulóhelye.
- A polgármesteri hivatal előtt emelt kopjafa az 1848–49-es forradalom és szabadságharc emlékét őrzi.
- A két világháború helybéli hősi halottainak emléktáblája a templomban.

## Képtár

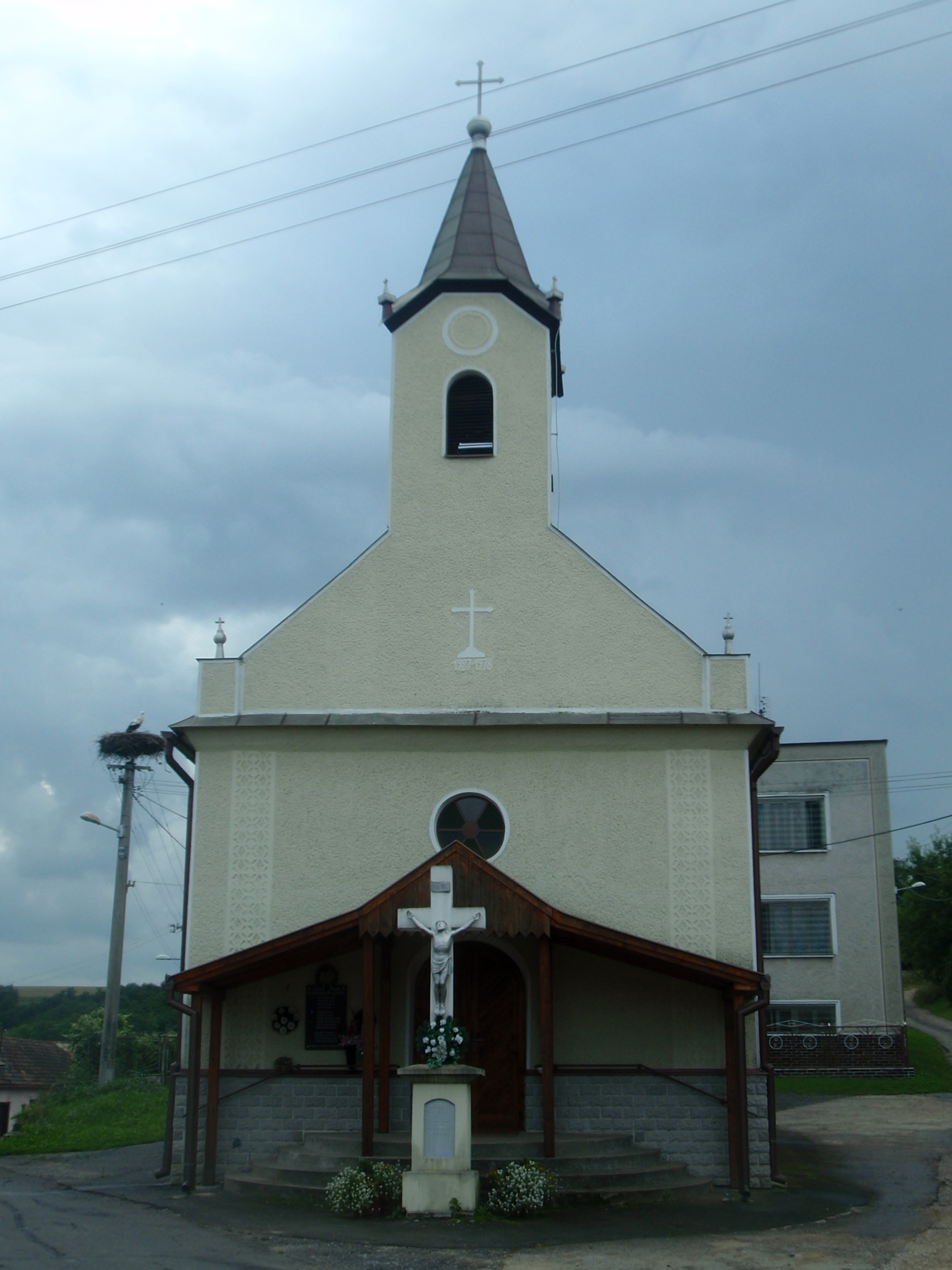
Dobfeneki templom
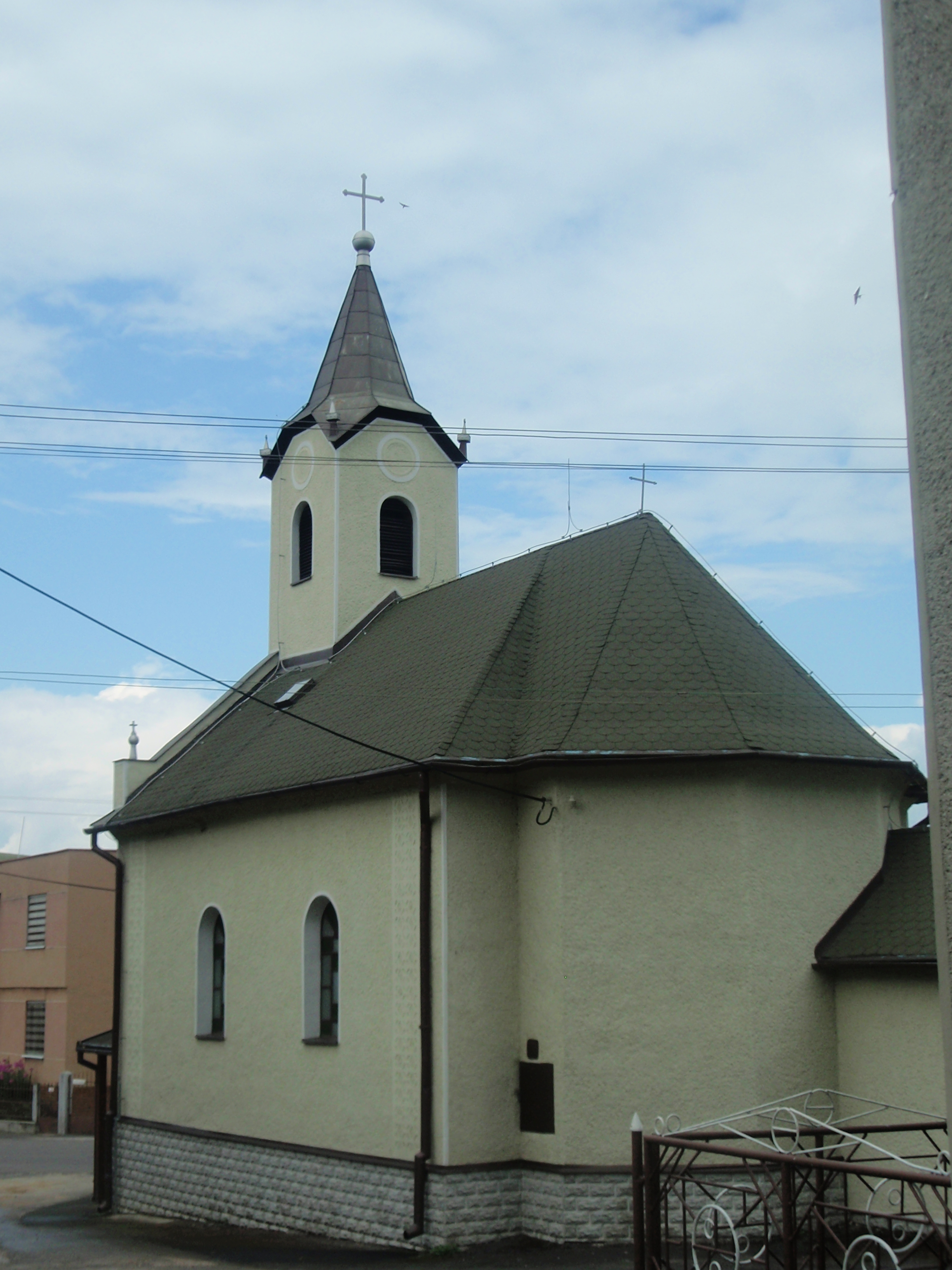
Dobfeneki templom
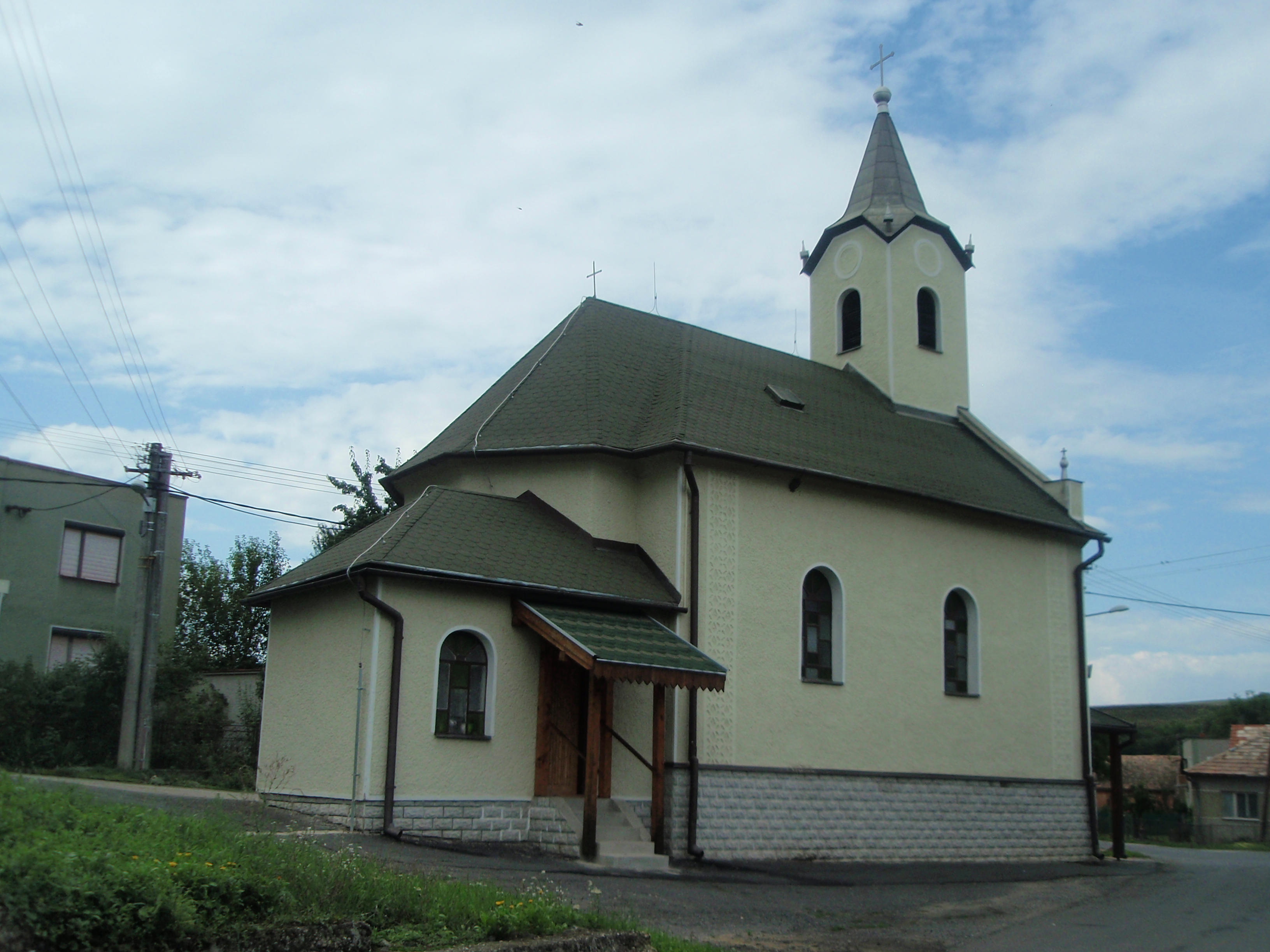
Dobfeneki templom

## Neves személyek
- Itt él Kovács Árpád pedagógus, citerakészítő.
- Itt született D. Kovács József újságíró.[6]
- Itt született 1951-ben Farkas Ottó író.
- Itt ásatott Nyáry Jenő